# Gudow
Gudow ist eine Gemeinde im Kreis Herzogtum Lauenburg in Schleswig-Holstein.

## Geographie
Gudow liegt inmitten des Naturparks Lauenburgische Seen direkt am Gudower See und an der mecklenburgischen Grenze. Zur Gemeinde gehören der Hauptort Gudow sowie die Orte Kehrsen, Segrahn, Sophienthal und der Aussiedlerhof Bannau.

## Geschichte
Das Dorf wurde im Isfriedschen Teilungsvertrag 1194 zum ersten Mal urkundlich erwähnt. Es war Kirchdorf und gehörte kirchlich ganz zum Bistum Ratzeburg, war aber weltlich geteilt zwischen der Grafschaft Ratzeburg und dem gleichnamigen Hochstift, dem weltlichen Herrschaftsbereich der Fürstbischöfe. Lehnsmann des Fürstbischofs Gottschalk war in Gudow ausweislich der Angaben im Ratzeburger Zehntregister von 1230 ein Theodoricus Lupus, also ein Ritter aus dem Geschlecht der Wulf in Schwarzenbek. Gudow war dann im Besitz derer von Zecher, die sich auch von Gudow nannten, und dem Geschlecht der Züle angehörten. Am 25. Mai 1334 schließlich verkaufte Herzog Erich I. Gudow an Marquard von Zecher, der einer Nebenlinie derer von Züle angehört.
Ab dem 14. Jahrhundert befand sich in Gudow ein ritterliches Gut. Der Besitz dieses Rittergutes war bis 1882 mit der Würde des Erblandmarschalls des Herzogtums Sachsen-Lauenburg verbunden, d. h. des Vorsitzenden der Ritter- und Landschaft. Durch diese Verbindung war Gudow ein politisches Zentrum Lauenburgs. Der letzte Besitzwechsel dieses Gutes fand im Jahre 1470 statt. Detlev, Johann, Heine und Johann von Züle verkauften das Gut an Werner und Friedrich von Bülow. Dabei wurde die Verbindung von Gutsbesitz und Landmarschallswürde bestätigt. Zu den Aufgaben des Landmarschalls gehörte auch die Aufbewahrung aller wichtigen Urkunden und Dokumente, welche die Rechte der Stände und ihre Verträge untereinander und mit dem Landesherrn betrafen. Sie befinden sich heute im Kreisarchiv in Ratzeburg. Der alte Rittersitz wurde im 15. und 16. Jahrhundert zu einer modernen Gutswirtschaft umgewandelt.
Im Jahre 1889 erfolgte mit der Aufhebung der gutsherrlichen Polizeiobrigkeit die Gründung des Amtsbezirks Gudow.
In der Gemeinde Gudow befindet sich ein großes Kriegerdenkmal für Gudow sowie die umliegenden Gemeinden. Das Gut Gudow sowie die Gemeinde hatten im Ersten Weltkrieg alleine 23 Gefallene zu beklagen. In der Region prägten nach Kriegsende Invalide, Amputierte und Kriegsversehrte das Straßenbild.
Während und nach dem Zweiten Weltkrieg war Gudow wie der ganze Kreis Herzogtum Lauenburg das Ziel von vielen Flüchtlingen aus den ehemaligen Ostgebieten. In Gudow war eines von vier Zeltlagern für jeweils 500 Personen. Hier wurden die Ankommenden registriert, untersucht und entlaust.
Nach dem Zweiten Weltkrieg war die Gemeinde von 1948 bis 2006 Sitz des Amtes Gudow, das 1971 mit dem Amt Sterley zum Amt Gudow-Sterley zusammengefasst wurde. Nach dessen Auflösung trat die Gemeinde 2007 dem Amt Büchen bei.
Während der Teilung Deutschlands war der Grenzübergang Gudow/Zarrentin nahegelegen.

## Politik

### Gemeindevertretung
Bei der Kommunalwahl am 14. Mai 2023 wurden insgesamt 13 Sitze vergeben. Von diesen erhielt die CDU fünf Sitze, die Sozial Kommunale Gemeinschaft Gudow drei Sitze, die SPD und die Bürgerliche Wählergemeinschaft Gudow jeweils zwei Sitze und die Wählergemeinschaft BISS Gudow/Kehrsen e. V. erhielt einen Sitz.

### Wappen
Blasonierung: „Unter einem goldenen Zinnenschildhaupt, darin 4 schräglinke grüne Lindenblätter, in Blau eine goldene Madonna auf dem Vollmond und ein natürlich tingierter schwarzgoldener Pirol.“

## Sehenswürdigkeiten
In der Liste der Kulturdenkmale in Gudow stehen die in der Denkmalliste des Landes Schleswig-Holstein eingetragenen Kulturdenkmale.
Die Dorfkirche St. Marien, eine aus dem 13. Jahrhundert stammende Feldsteinkirche, birgt eine „Madonna auf dem Vollmond“, die um 1430 in Lübeck entstanden ist, sowie neben weiteren sehenswerten Ausstattungsstücken einen Marienkrönungsaltar, der um 1400 für das Kloster Lüne entstand und 1655 der Kirche gestiftet wurde. Dabei wurde der Altar, ursprünglich ein Flügelaltar, zerschnitten und erhielt um 1680 einen Rahmen im Knorpelstil. 2011 wurde der Altar umfassend restauriert.
Das klassizistische Herrenhaus wurde 1826 vom dänischen Architekten Joseph Christian Lillie für die Familie von Bülow erbaut.
Die weitläufige Kiesgrube am Kieswerk Segrahner Berg bietet für Mineralien- und Fossilienfreunde interessante Einblicke in eine Endmoränen-Ablagerung. So finden sich Fossilien in grauem Kalkstein (Muschelkalk) aus dem Trias und aus den Geschieben des Reinbeker Gesteins (mittleres Miozän).

## Söhne und Töchter der Gemeinde
- Ernst Behrends (1891–1982), Lyriker und Erzähler
- Detlev von Bülow (1829–1886), Oberstallmeister in Neustrelitz
- Friedrich Franz von Bülow (1788–1848), Gutsbesitzer auf Müssen, Vize-Landmarschall
- Friedrich Gottlieb von Bülow (1831–1898), Rittergutsbesitzer, Landmarschall

## Gudower See
Der See ist in großen Teilen zu Fuß direkt am Ufer erlebbar und kann in einer Stunde gut umrundet werden. Vom Ufer lässt sich der Campingplatz, die offizielle Badestelle und das Herrenhaus auf der gegenüberliegenden Seite entdecken.
Der Gudower See sowie der benachbarte Sarnekower See inklusive Hellbach genießen einen besonderen Schutzstatus, sie sind eingetragene Flora-Fauna-Habitate.
Das Landesamt für Landwirtschaft, Umwelt und ländliche Räume liefert Karten vom Einzugsgebiet, Tiefenlinien, Wasserstände, Gutachten und physikalisch-chemische Daten zum Gudower See über ein  Wasserwirtschaftliches Fach-Informationssystem des Landes Schleswig-Holstein.

## Segrahn
Segrahn, heute ein Ortsteil der Gemeinde Gudow, wird ebenso wie dieses im Isfriedschen Teilungsvertrag 1194 zum ersten Mal urkundlich erwähnt. Als seinerzeitiger Besitzer des Segrahner Rittersitzes wurde Willehalmus de Zageran genannt. Der wendische Ortsname bedeutet „Bewohner jenseits des Berges“, womit auf den Segrahner Berg Bezug genommen wird. Danach werden als Besitzer die Adelsgeschlechter Wackerbarth und Züle erwähnt. 1470 erwarben die von Bülow zugleich mit dem Gut Gudow den halben, Züle'schen Teil des Gutes Segrahn, 1622 kaufte der Landmarschall Joachim von Bülow aus Gudow auch den Wackerbarth'schen Teil hinzu. Seit dieser Zeit blieb Segrahn mit dem Gut Gudow verbunden. Die heutigen Gutsgebäude stammen von 1830–40. Die meisten Flächen wurden aufgeforstet. Ein Teil des Gutshofes enthält heute eine Saatzuchtstation der Nordsaat Saatzucht GmbH.

## Bilder

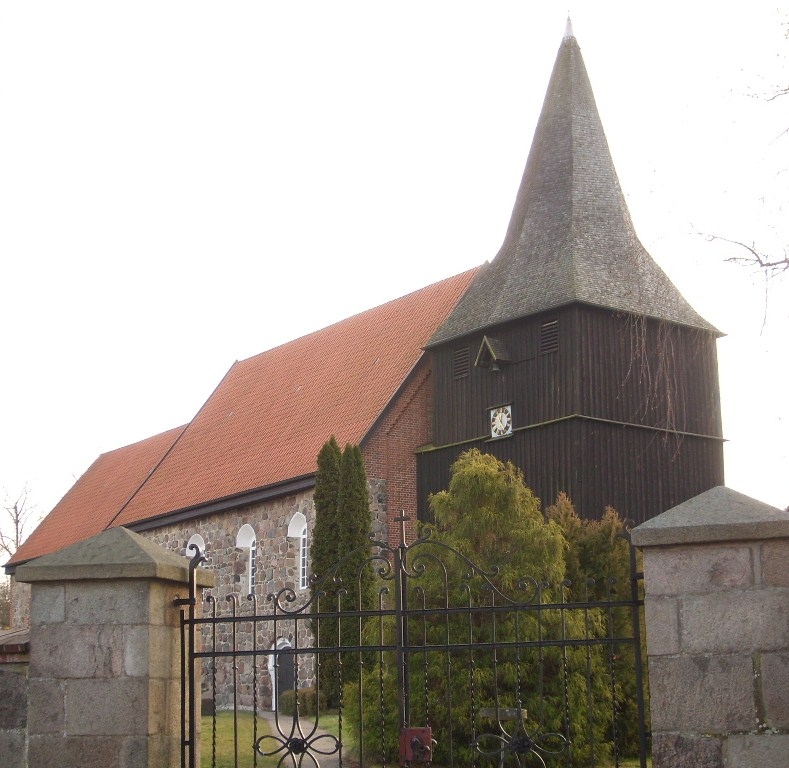
St. Marien in Gudow
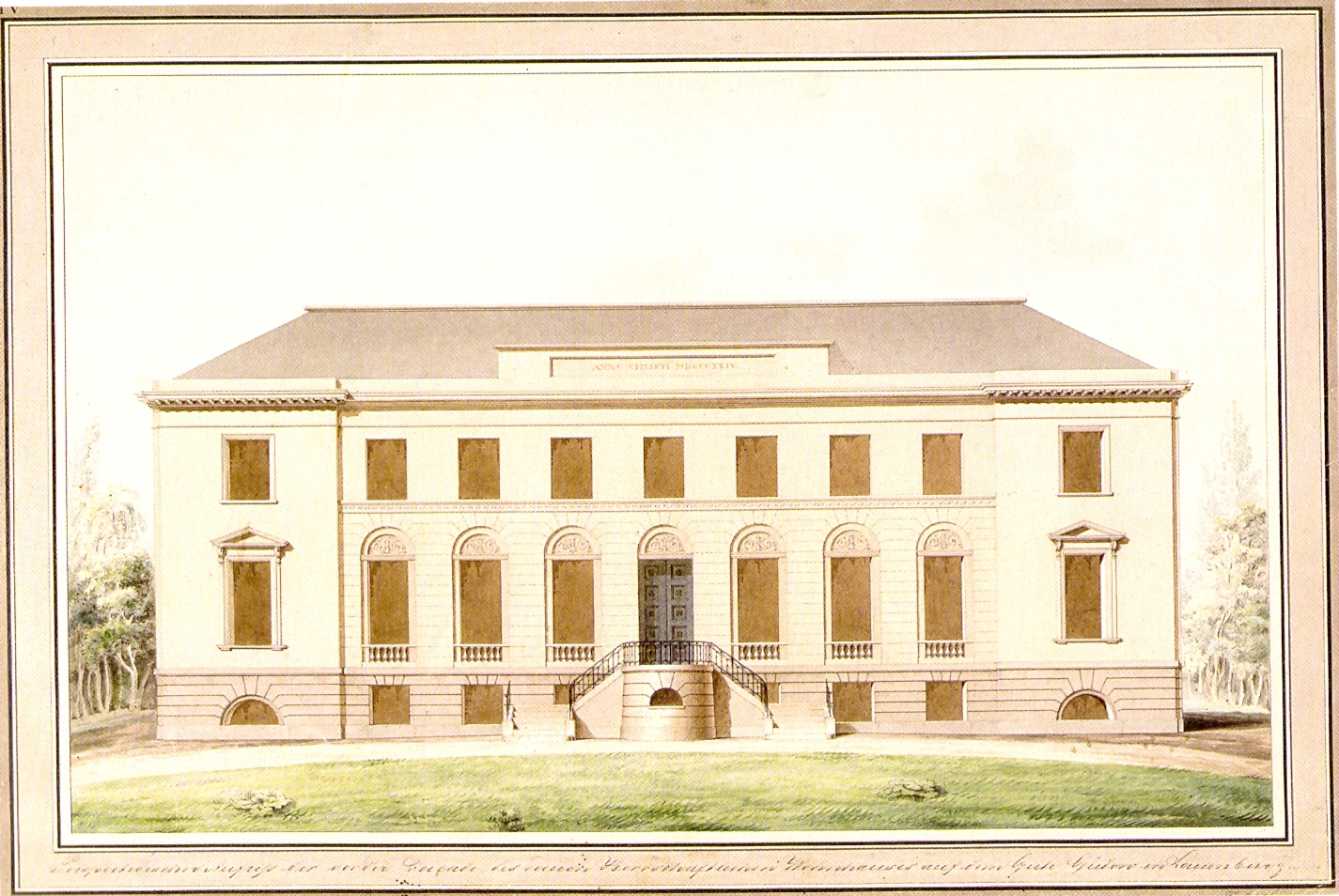
Fassadenentwurf des Architekten Lillie für das Herrenhaus Gudow (1824)
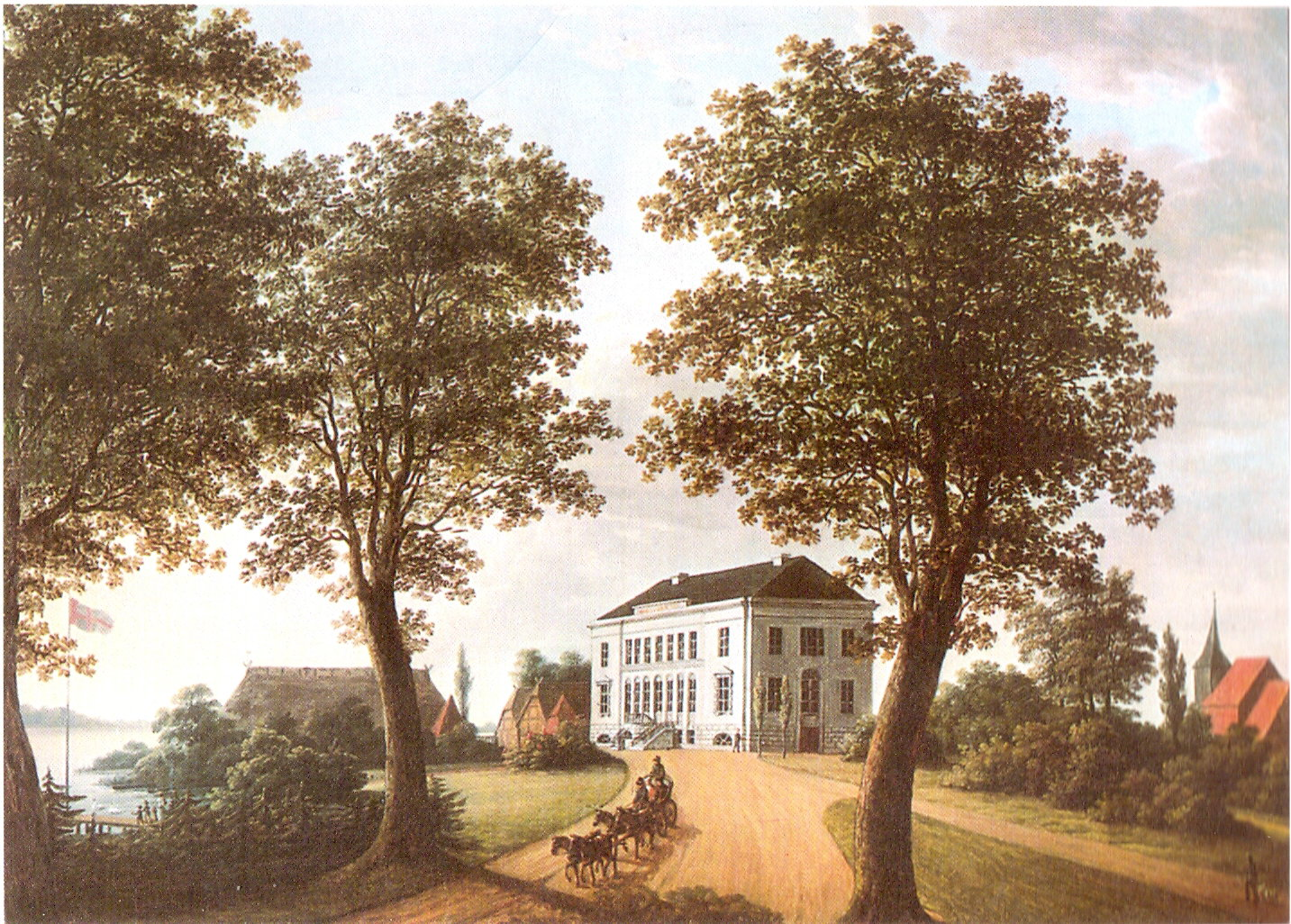
Gemälde der Seeseite des Herrenhauses mit St. Marien (um 1830)
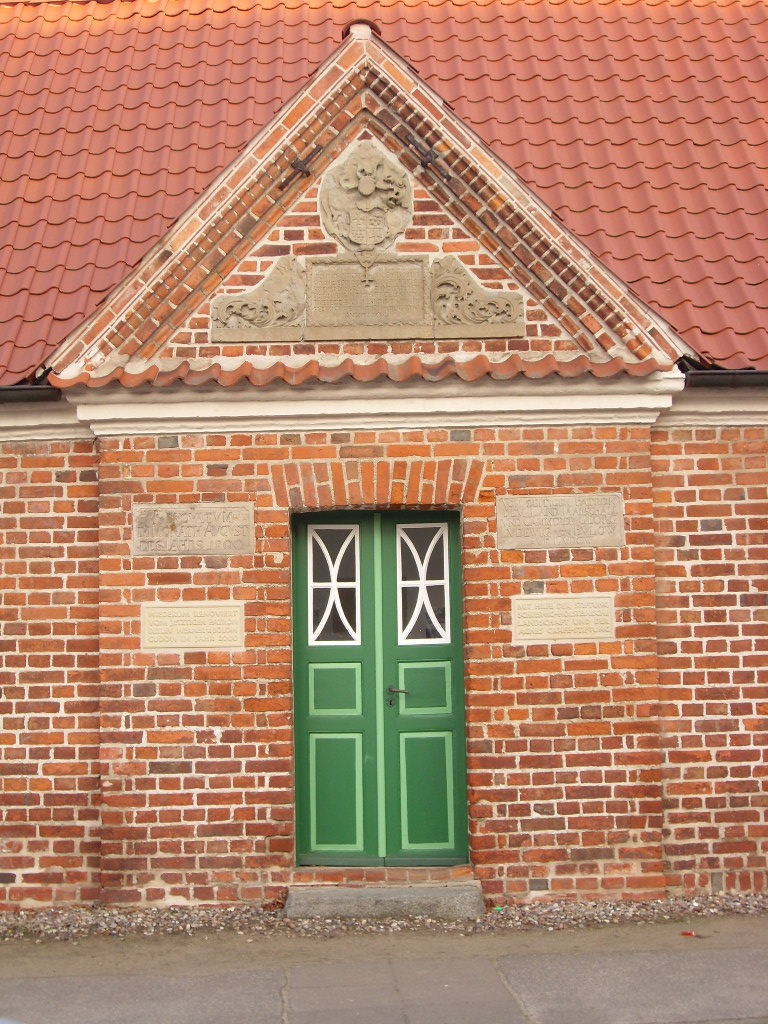
Gedenktafeln für das Kirchenpatronat
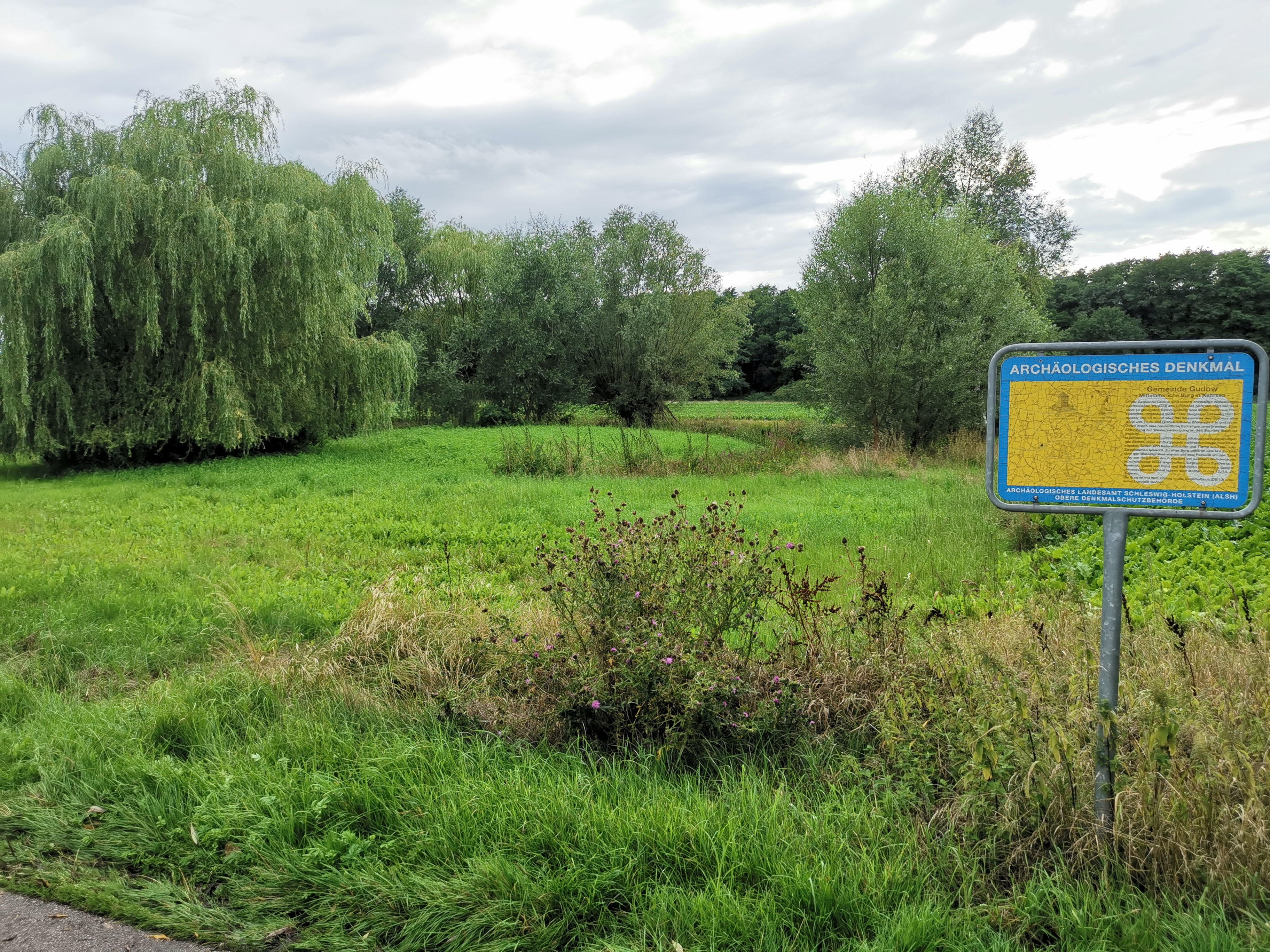
Reste einer mittelalterlichen Turmhügelburg (Motte)